# Pseudotrochalus sericinus
Pseudotrochalus sericinus är en skalbaggsart som beskrevs av Moser 1919. Pseudotrochalus sericinus ingår i släktet Pseudotrochalus och familjen Melolonthidae. Inga underarter finns listade i Catalogue of Life.